# Борисово (Вашкинский район)
Борисово — деревня в Вашкинском районе Вологодской области.
Входит в состав Андреевского сельского поселения, с точки зрения административно-территориального деления — в Андреевский сельсовет.
Расстояние по автодороге до районного центра Липина Бора — 48 км, до центра муниципального образования деревни Андреевская — 17 км. Ближайшие населённые пункты — Нестерово, Поповка-Пушторская, Фёдоровская.
По переписи 2002 года население — 4 человека.